# Свети Димитър (Нова махала)
„Свети Димитър“ (на гръцки: Ιερός Ναός Αγίου Δημητρίου) е православна църква в сярското село Нова махала (Пепония), Егейска Македония, Гърция, енорийски храм на Сярската и Нигритска епархия на Вселенската патриаршия.

## История
Църквата е построена в центъра на Нова махала в 1939 година, за което свидетелства надпис на мраморна плоча. Осветена е в 1967 година. В архитектурно отношение е кръстообразен храм с притвор и две камбанарии на запад. Вътрешността е изписана със стенописи.
Към енорията принадлежи и храмът „Успение Богородично“.